# پرنسس پیترز
پرنسس اوسایوموانبور پیترز که بیشتر با نام هنری خود پرنسس پیترز شناخته می‌شود، خواننده، ترانه‌سرا، هنرمند ضبط و اجرا، بازیگر، تهیه‌کننده فیلم و بشردوست نیجریه ای است. او فعالیت موسیقی خود را در سن بسیار کمی آغاز کرد و با اولین آلبوم در سال ۲۰۰۷ تحت عنوان Lighthworld Productions به‌طور حرفه ای وارد حرفه موسیقی شد.
پیترز در شهر بنین، ایالت ادو، نیجریه به دنیا آمد. او هشتمین فرزند خانواده ای متشکل از ده فرزند است.

## جوایز و تقدیر
| سال  | رویداد                | جایزه                       | نتیجه     | منبع  |
| ---- | --------------------- | --------------------------- | --------- | ----- |
| ۲۰۲۰ | جایزه کاریزمای نیجریه | راکی سال                    | برنده     | [ ۵ ] |
| ۲۰۲۰ | جوایز ماراناتا آمریکا | بهترین آهنگ همکاری ۲۰۲۰     | نامزد شده | [ ۶ ] |
| ۲۰۲۰ | جوایز ماراناتا آمریکا | بهترین رهبر عبادت الهام بخش | نامزد شده | [ ۷ ] |
| ۲۰۲۰ | جوایز ماراناتا آمریکا | موزیک ویدیو شاهکار انجیل    | نامزد شده | [ ۸ ] |
| ۲۰۱۶ | بهترین جوایز نالیوود  | خوش آتیه‌ترین بازیگر زن سال  | نامزد شده | [ ۹ ] |

## آلبوم
- URHUESE (2019)
- AIGBOVBIOSA (2018)
- ERHUN (2011)

## آهنگ‌شناسی
| Sn | تنها       | سال انتشار |
| -- | ---------- | ---------- |
| ۱  | ایجسو      | ۲۰۰۷       |
| ۲  | ارهون      | ۲۰۰۸       |
| ۳  | شهادت      | ۲۰۱۷       |
| ۴  | آیگبوبیوسا | ۲۰۱۸       |
| ۵  | اورهوز     | ۲۰۱۹       |
| ۶  | اوغوغو     | ۲۰۲۰       |
| ۷  | اوسه       | ۲۰۲۰       |
| ۸  | املیا      | ۲۰۲۰       |

## فیلم‌شناسی برگزیده
- What's Within (2014)
- دروازه سرنوشت
- خانه در تبعید
- دختران لبخند نمی‌زنند (۲۰۱۷)
- دربارهٔ فردا
- آدسووا
- دستگاه خودپرداز
- عشق ناامید
- کلینیک مجردی